# Armadilloniscus candidus
Armadilloniscus candidus är en kräftdjursart som beskrevs av Gustav Budde-Lund 1885. Armadilloniscus candidus ingår i släktet Armadilloniscus och familjen Detonidae. Inga underarter finns listade i Catalogue of Life.